# کریستین ثورا هارالدستوتیر
کریستین ثورا هارالدستوتیر (ایسلندی: Kristín Þóra Haraldsdóttir؛ زادهٔ ۲۵ فوریهٔ ۱۹۸۲) بازیگر اهل ایسلند است.
وی دانش‌آموختهٔ دانشگاه هنر ایسلند است.
از فیلم‌هایی که وی در آن‌ها نقش داشته‌است، می‌توان به و طبیعی نفس بکش اشاره نمود.